# Pietro Baracchi

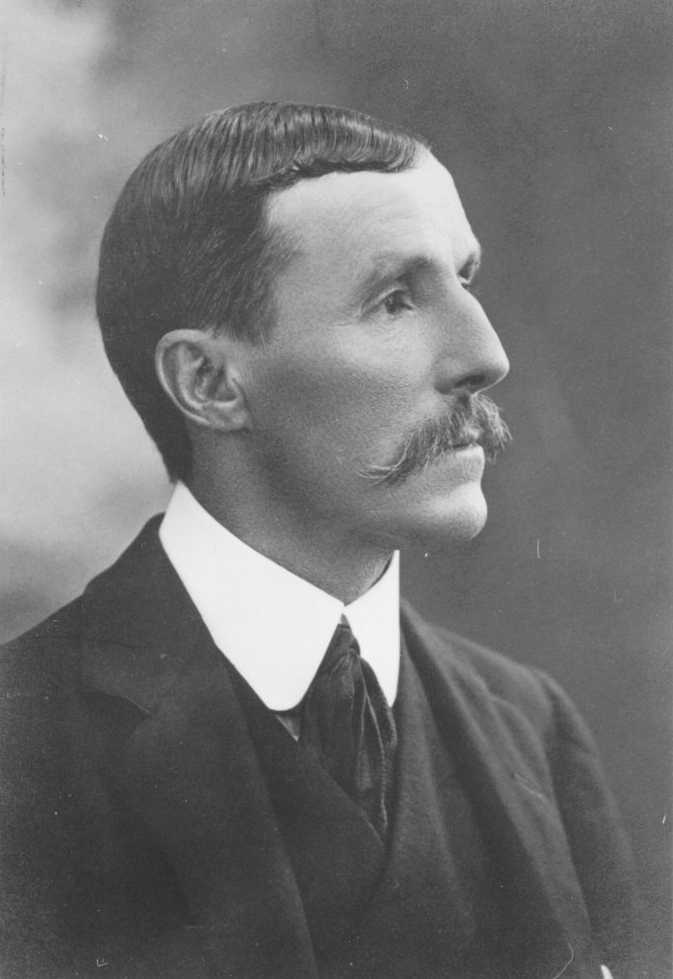
Pietro Baracchi

Pietro Paolo Giovanni Ernesto Baracchi (Florence, 25 februari 1851 - Melbourne, 23 juli 1926) was een Australisch astronoom van Italiaanse afkomst.
Baracchi behaalde een graad in de civiele techniek. In 1876 zeilde hij naar Nieuw-Zeeland, maar verhuisde al gauw naar Australië. Hij vond er aanvankelijk werk als assistent aan het Observatorium van Melbourne, maar werd later overgeplaatst naar de stad Darwin. Na onderzoek te hebben verricht naar het meten van lengtegraden, keerde hij terug naar Melbourne, waar hij op 30 juni 1895 Robert L. J. Ellery opvolgde als waarnemende overheidsastronoom.
Baracchi werd in 1897 ridder in de Orde van de Italiaanse Kroon en was in de periode 1908–1909 president van de Royal Society of Victoria. In 1910 stichtte hij het Mount Stromlo-Observatorium.
Twee open sterrenhopen in het sterrenbeeld Tafelberg, met name NGC 2043 en NGC 2072, werden door Baracchi ontdekt in 1884.
Pietro Baracchi stierf aan kanker op 75-jarige leeftijd.
- Australian Dictionary of Biography: baracchi-pietro-paolo-giovanni-ernesto-5121
- International Standard Name Identifier: 0000 0000 6382 4745
- Library of Congress Control Number: n87822612
- SNAC: w60w5t3z
- Virtual International Authority File: 77835744
- WorldCat: E39PBJrCcHcFdWp9qX9Cq6x7HC